# Антигуа-Гуатемала
Анти́гуа-Гуатема́ла (Antigua Guatemala, что значит «Древняя Гватемала») или Ла-Анти́гуа — столица колониальной Гватемалы, расположенная на высоте 1533 метров. Ныне административный центр департамента Сакатепекес на юго-западе страны. Население — 34 685 жит. (2007).

## История
Город Сантьяго-де-лос-Кабальерос был основан конкистадором Педро де Альварадо в 1527 году. В 1542 году первоначальное поселение было уничтожено селем при извержении вулкана Агуа (ныне здесь село Сьюдад-Вьеха, или «старый город»). Столица провинции была перенесена на новое место, которое сейчас занимает Антигуа-Гуатемала.
Сантьяго долгое время служил крупнейшим центром испанского государства между Мехико и Лимой. В XVIII веке его население достигало 60 тысяч. С 1676 года действовал университет, с 1660 года — книгопечатание.
Город часто страдал от землетрясений. В 1773 году город был почти полностью разрушен мощным землетрясением. После чего столица была перенесена в Новую Гватемалу, основанную в 24 км от старого города.

## Современность
Ныне Анти́гуа-Гуатема́ла — город-музей, с множеством отреставрированных памятников архитектуры колониального периода.
Антигуа является главным туристическим центром страны. Полуразрушенные землетрясением памятники в стиле барокко превращают город в музей колониальной испанской архитектуры. Страстная неделя — время пышных религиозных процессий.
В 1979 г. Антигуа стала одним из первых в Латинской Америке городов, объявленных ЮНЕСКО памятниками Всемирного наследия.

### Памятники архитектуры
- Дворец Паласио де лос Капитанес Хенералес (1763—1764)
- Ратуша (1739—1743)
- Университет (1763—1764)
- Церковь Нуэстра Сеньора де ла Мерсед (XVII в. — 1760)
- Руины церкви Пресвятой Девы Марии Кармельской (XVIII век)
- Музей старинной книги (1956)
- Колониальный музей (1936)
- Музей Сантьяго (искусство колониального периода, 1956)

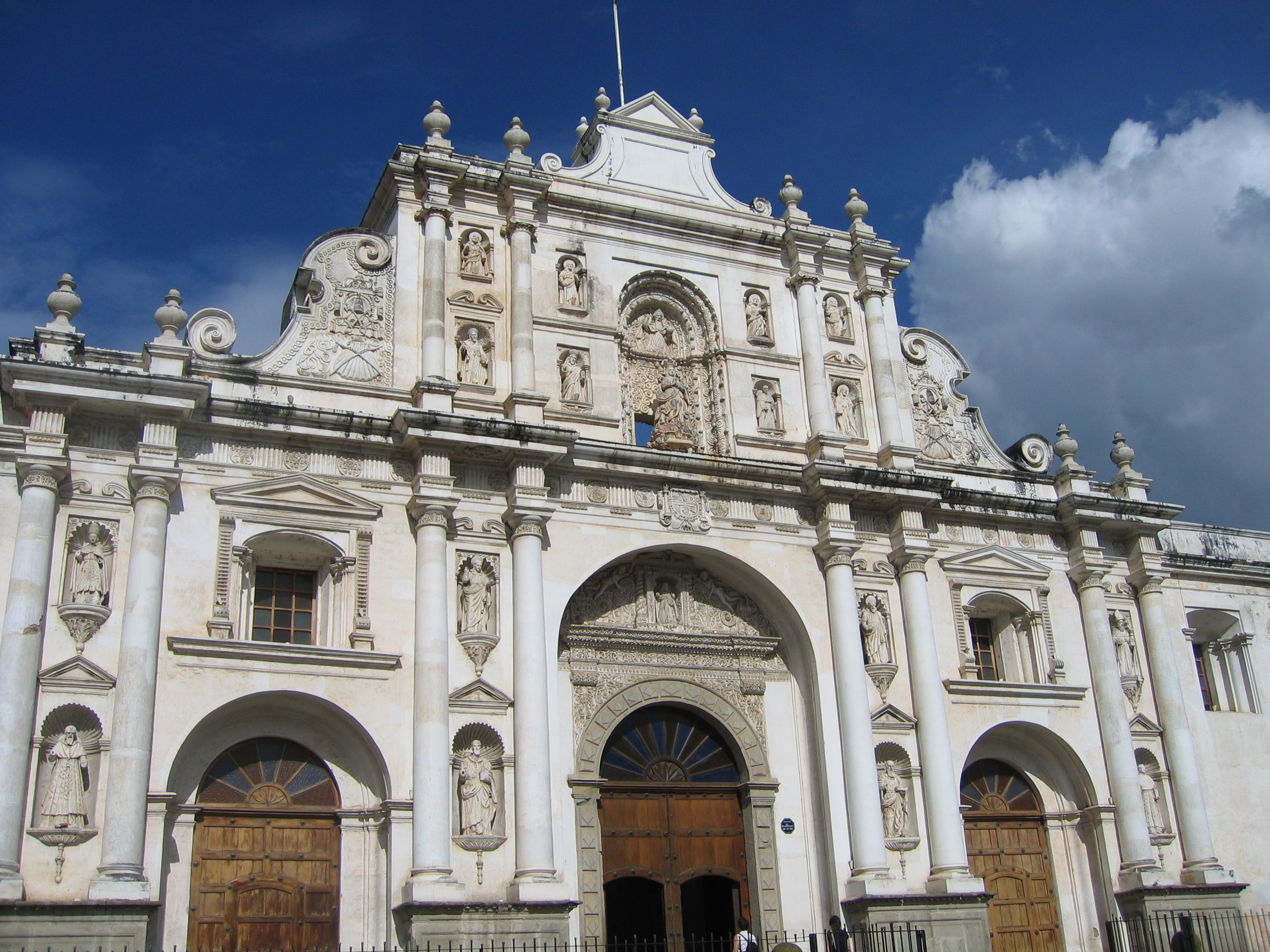
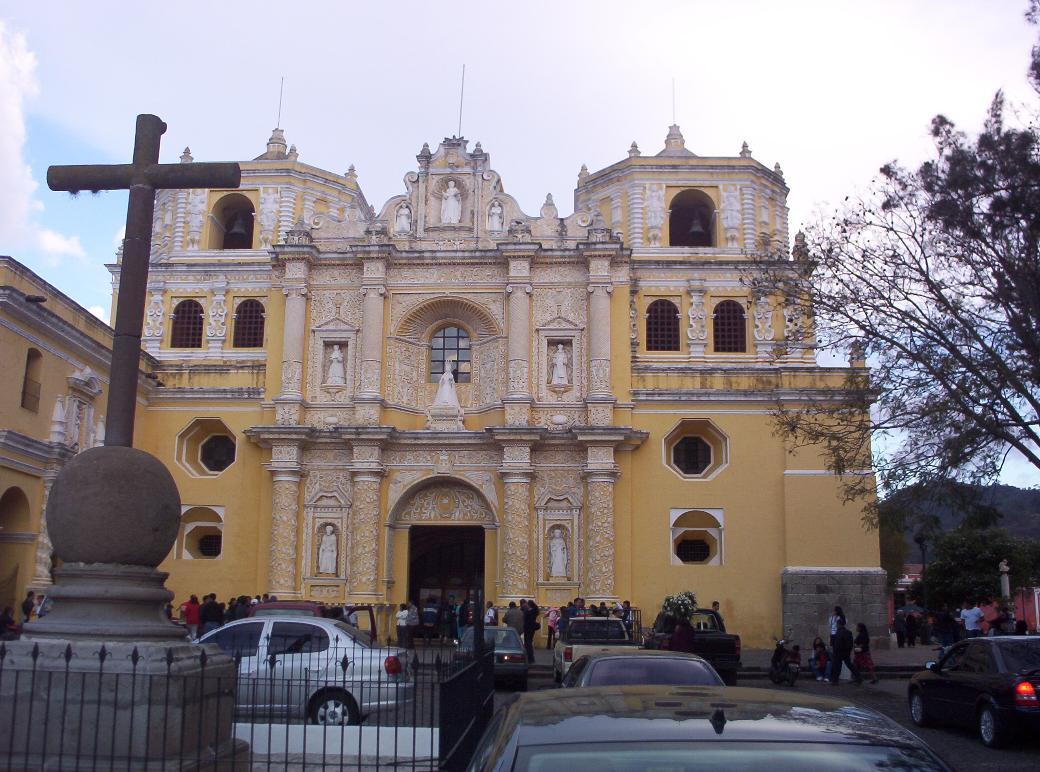
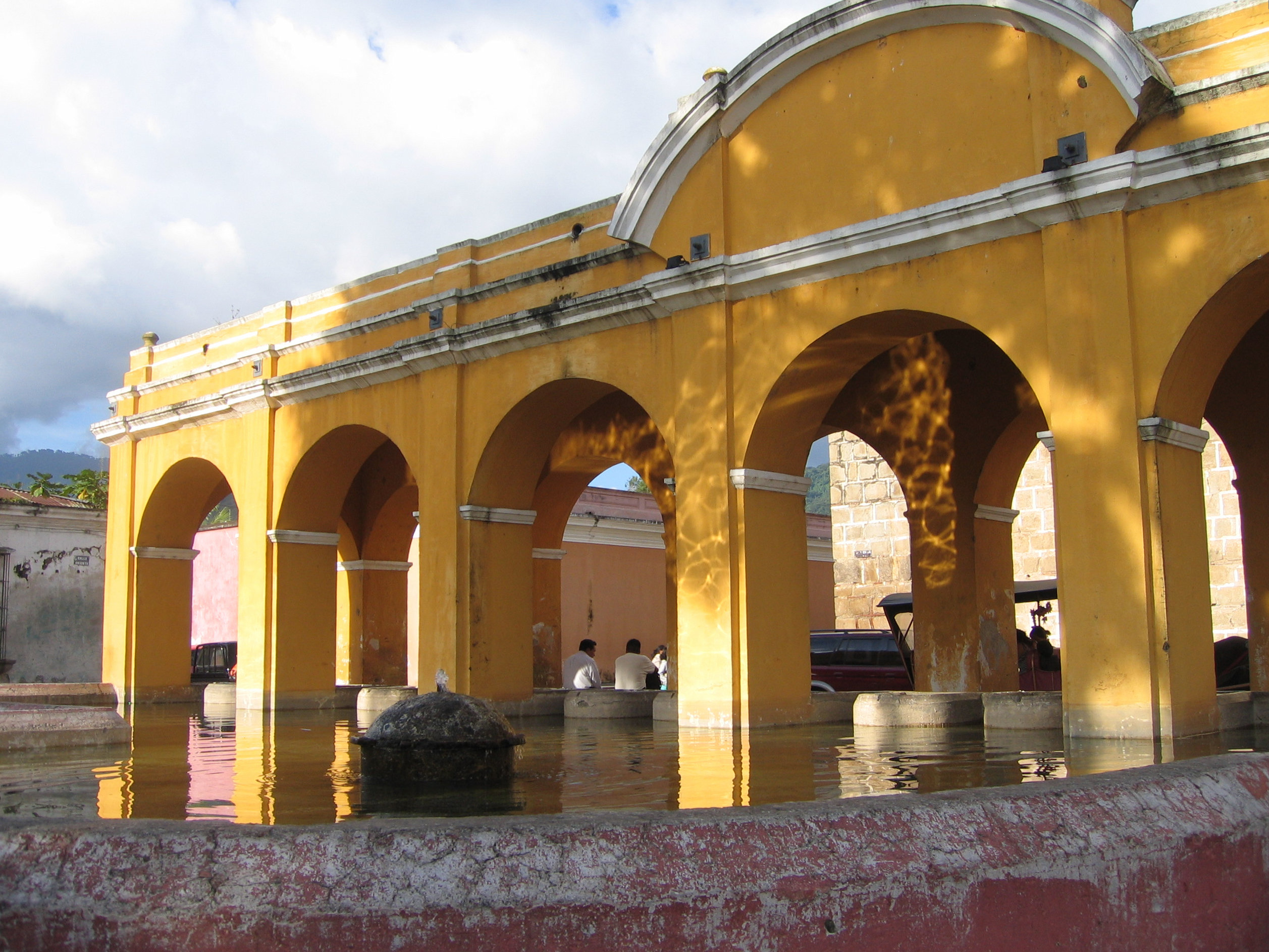
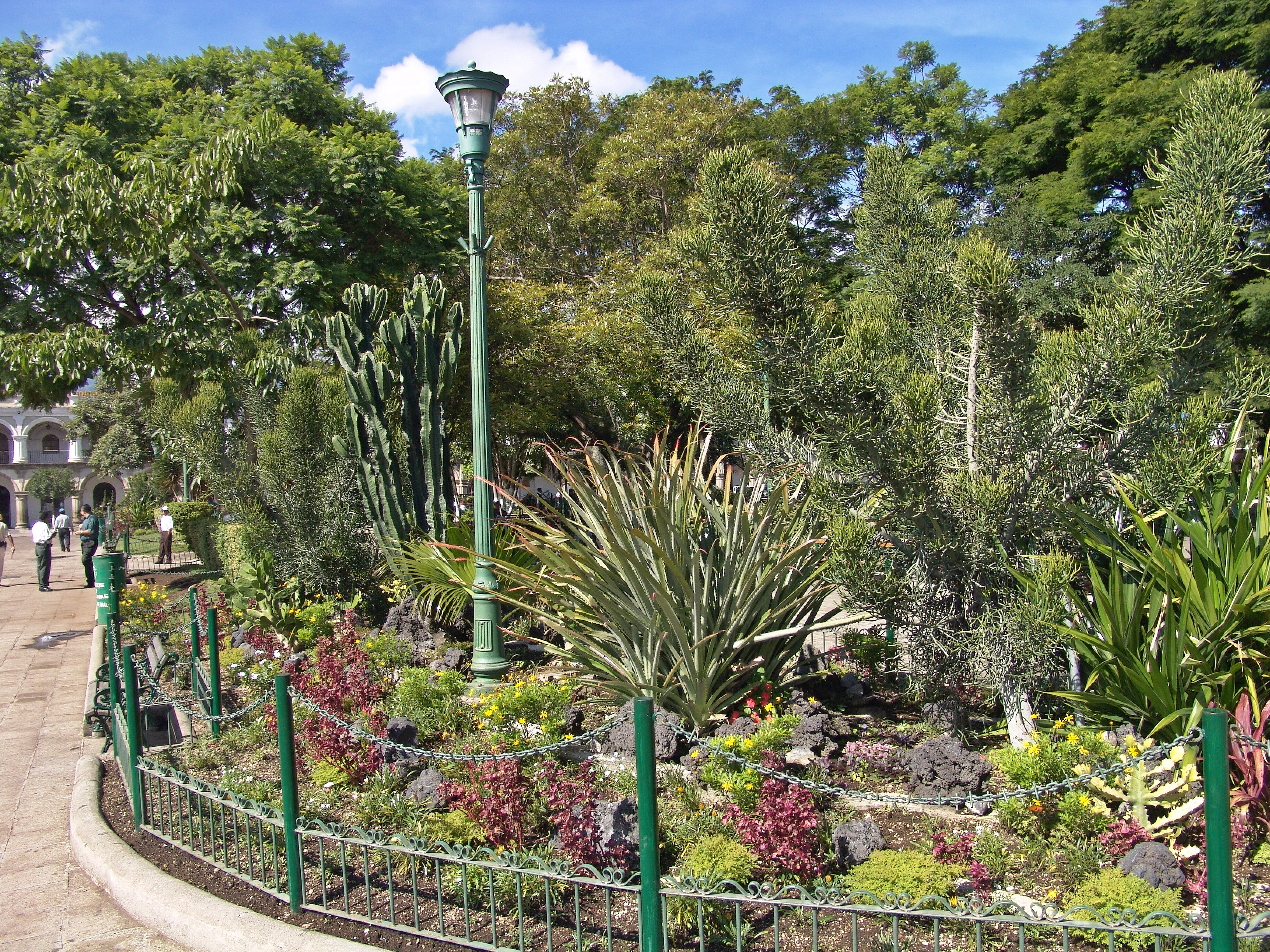
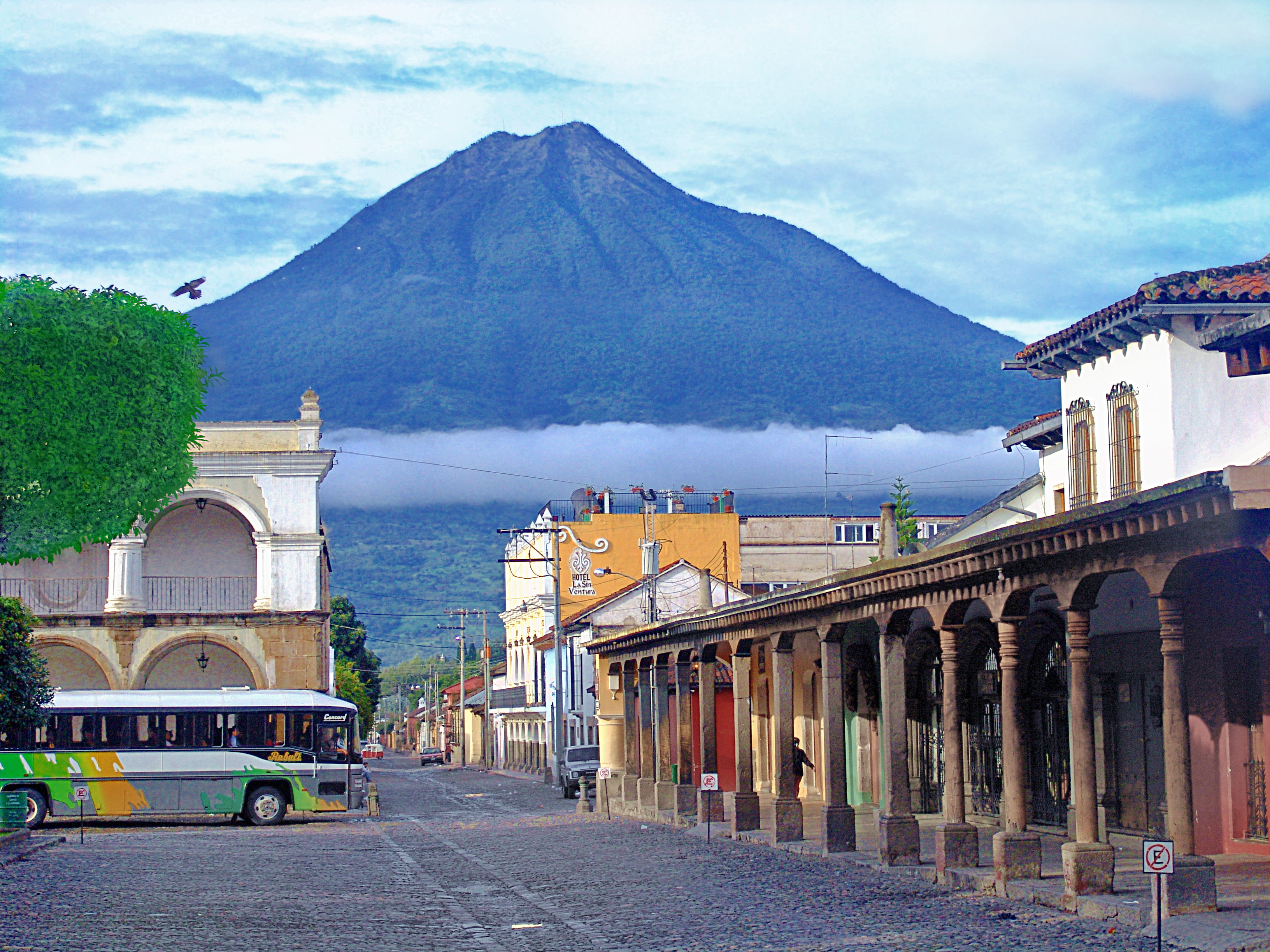
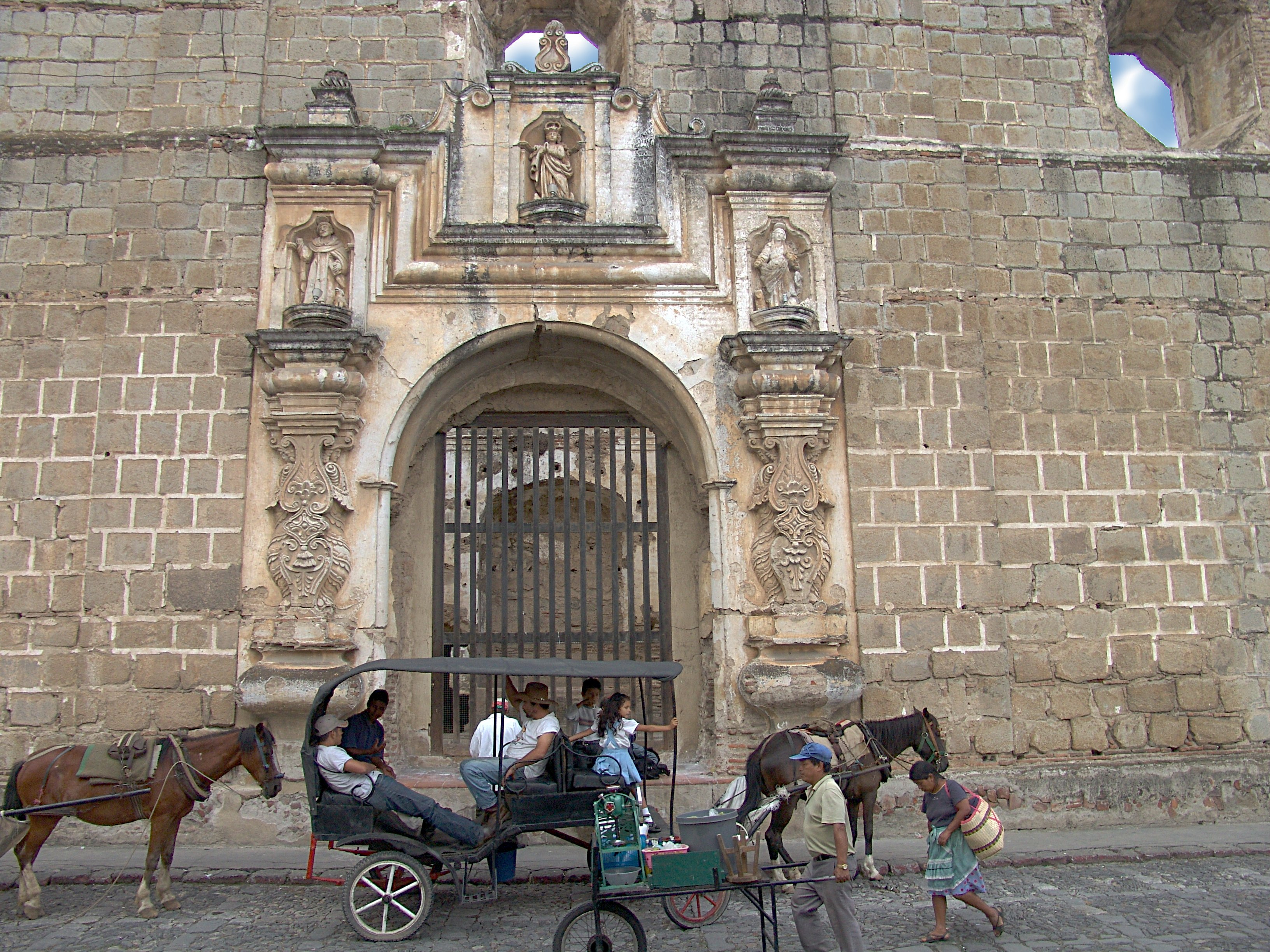
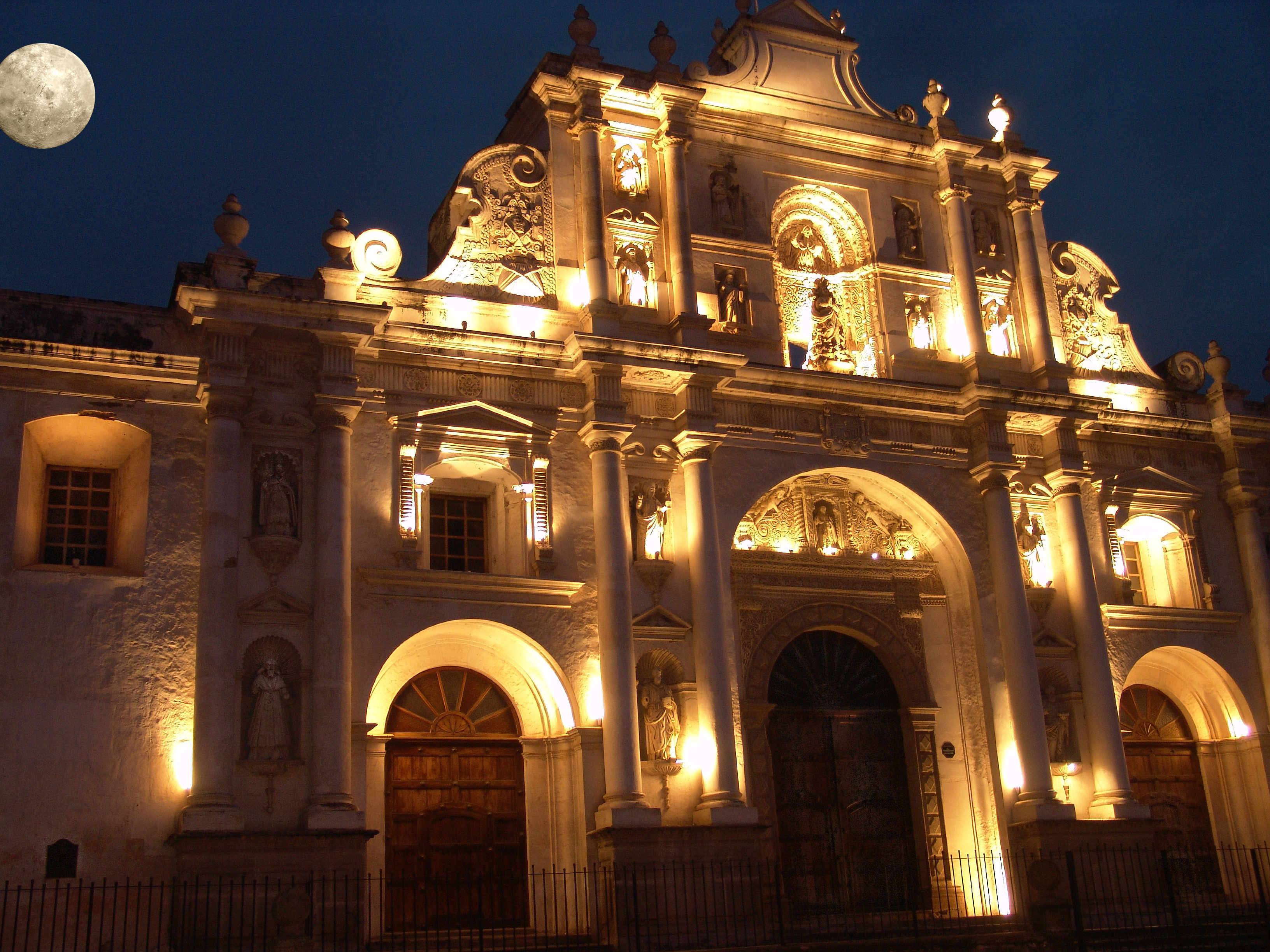
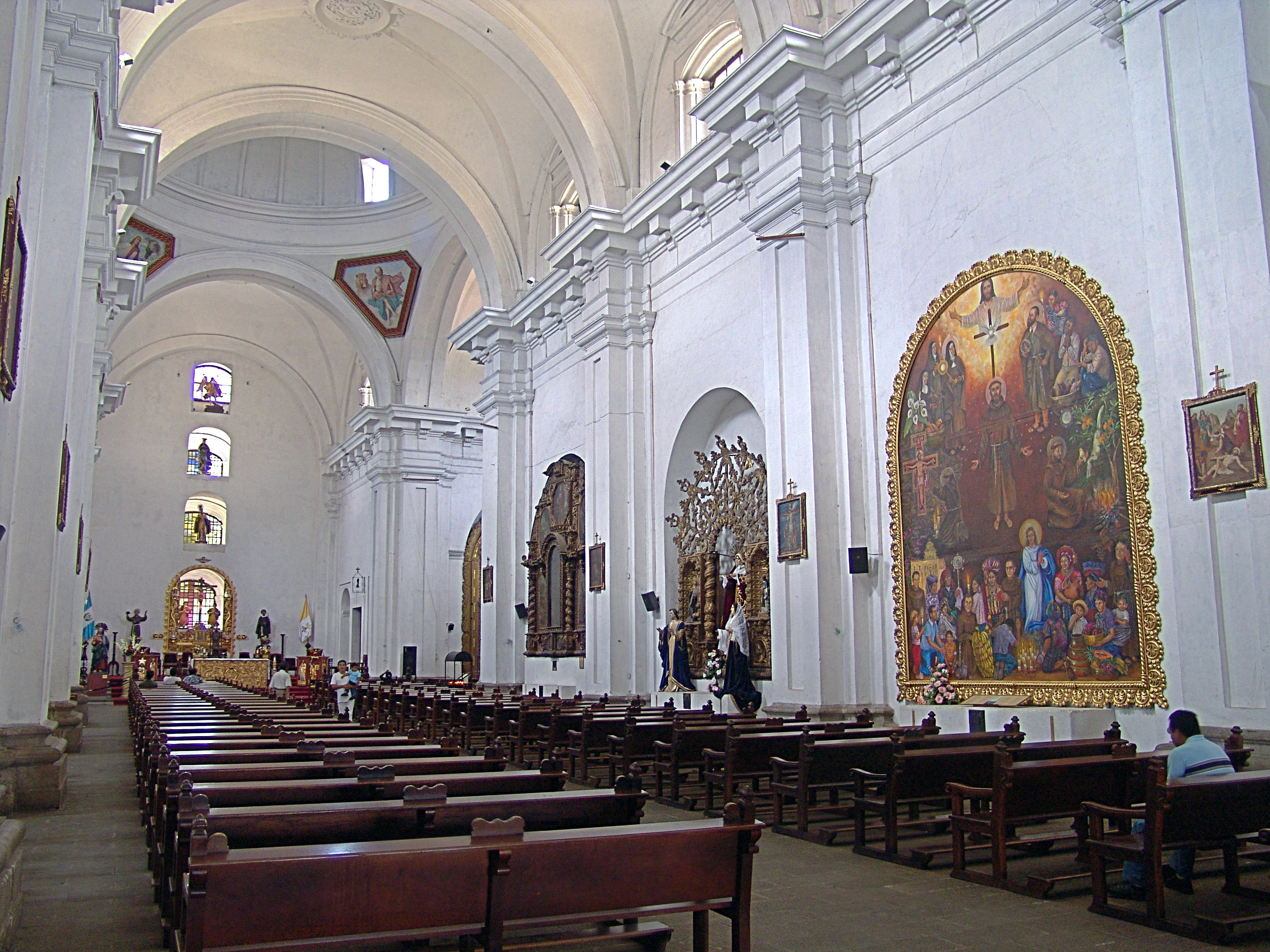
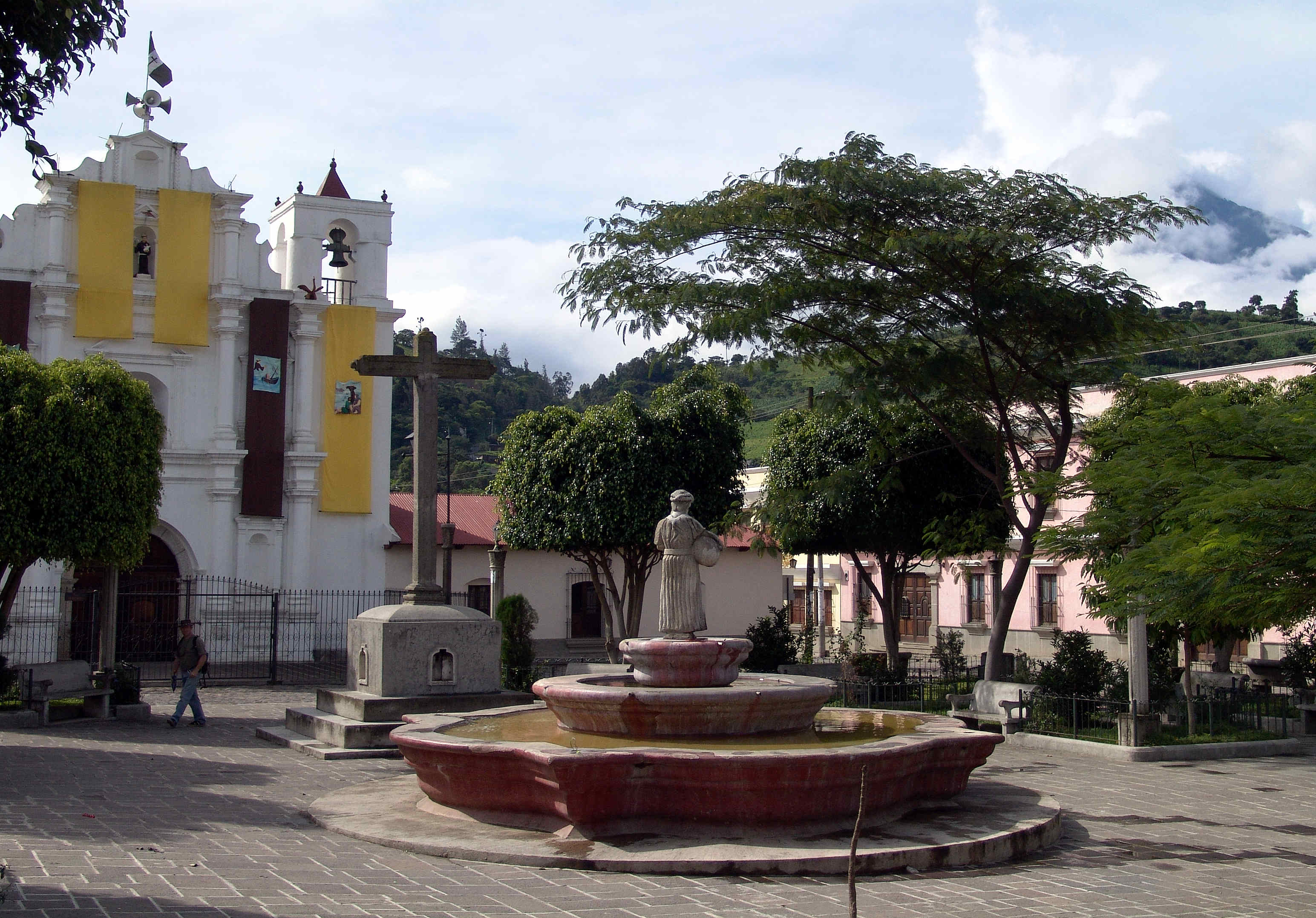
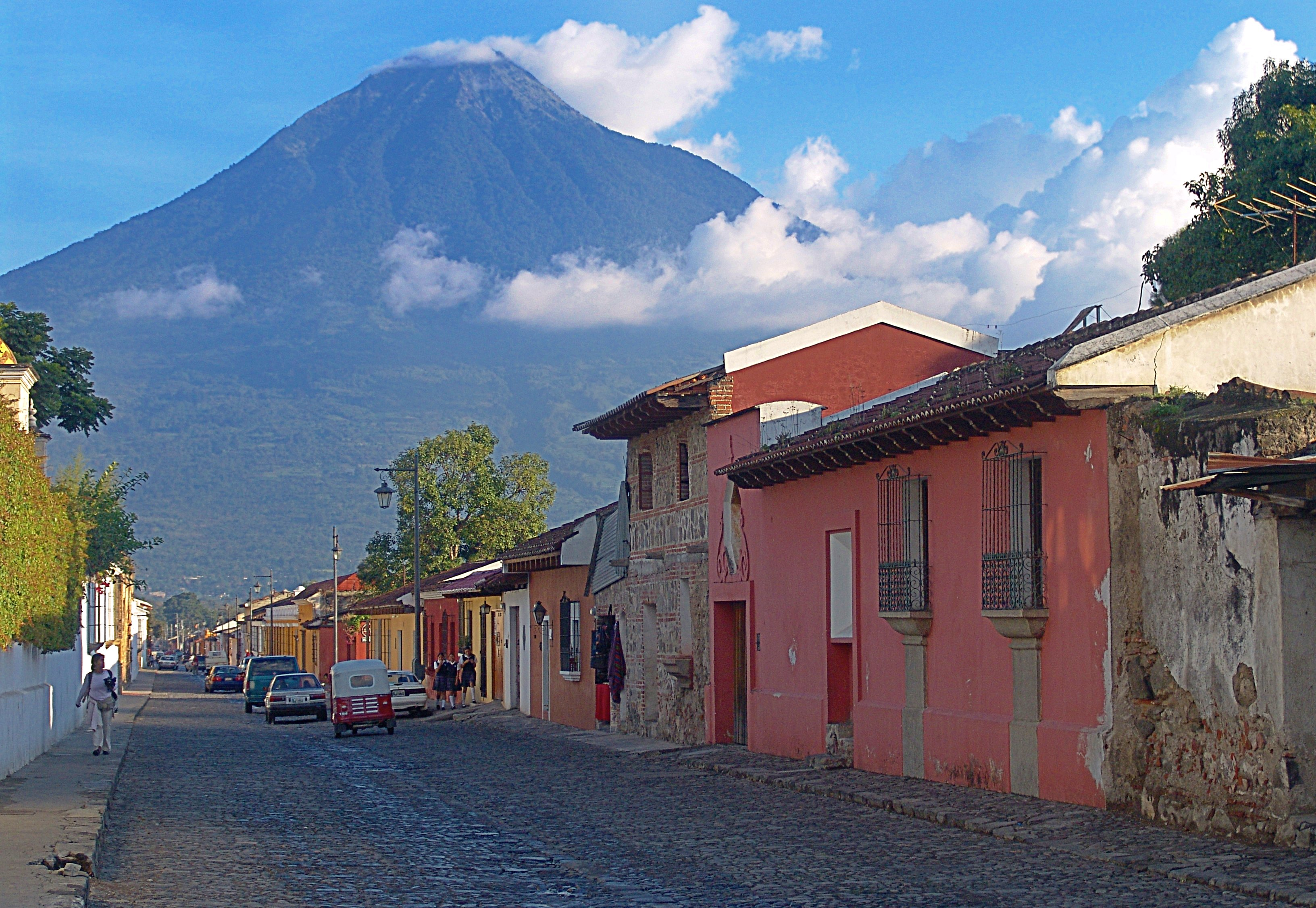
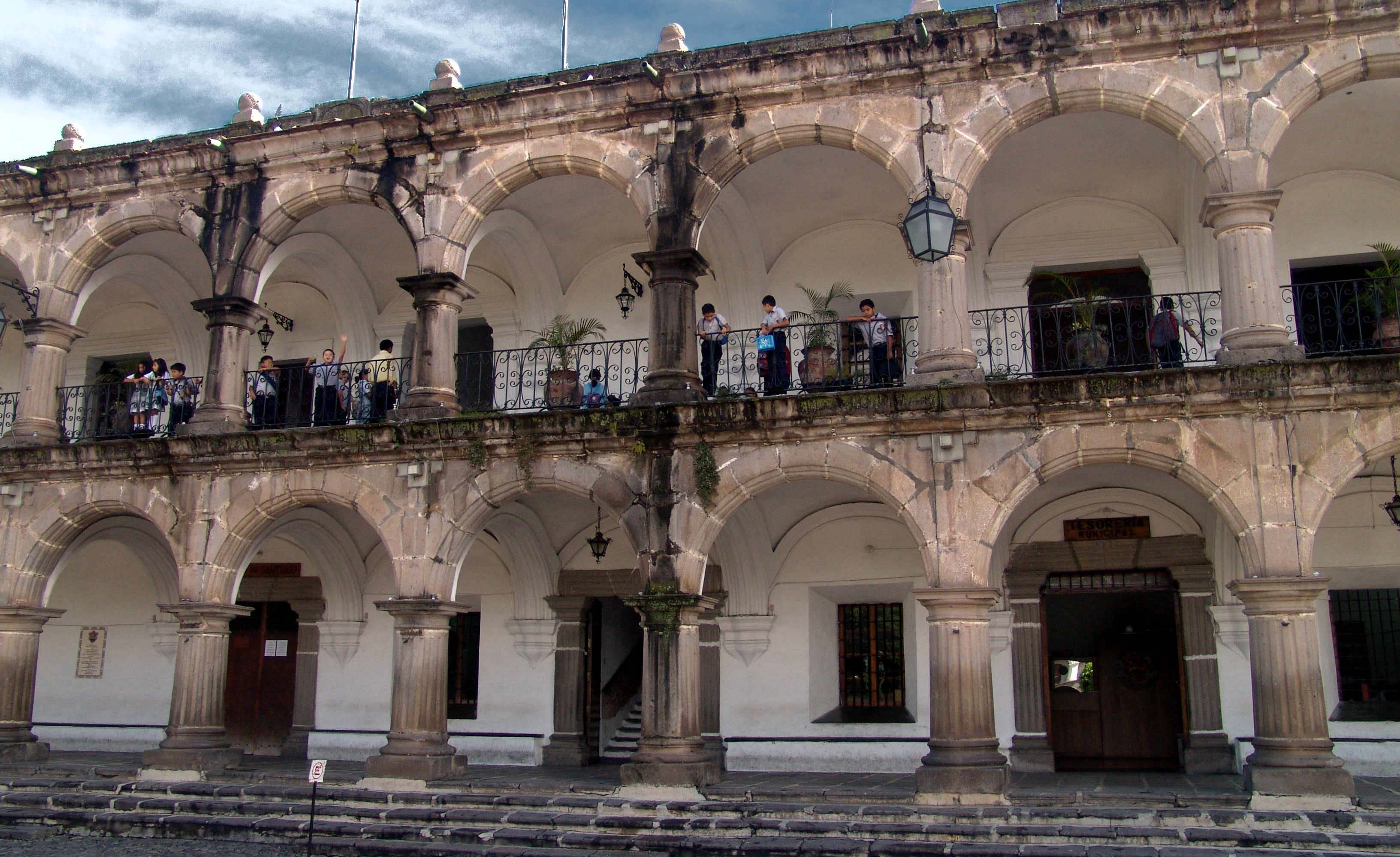
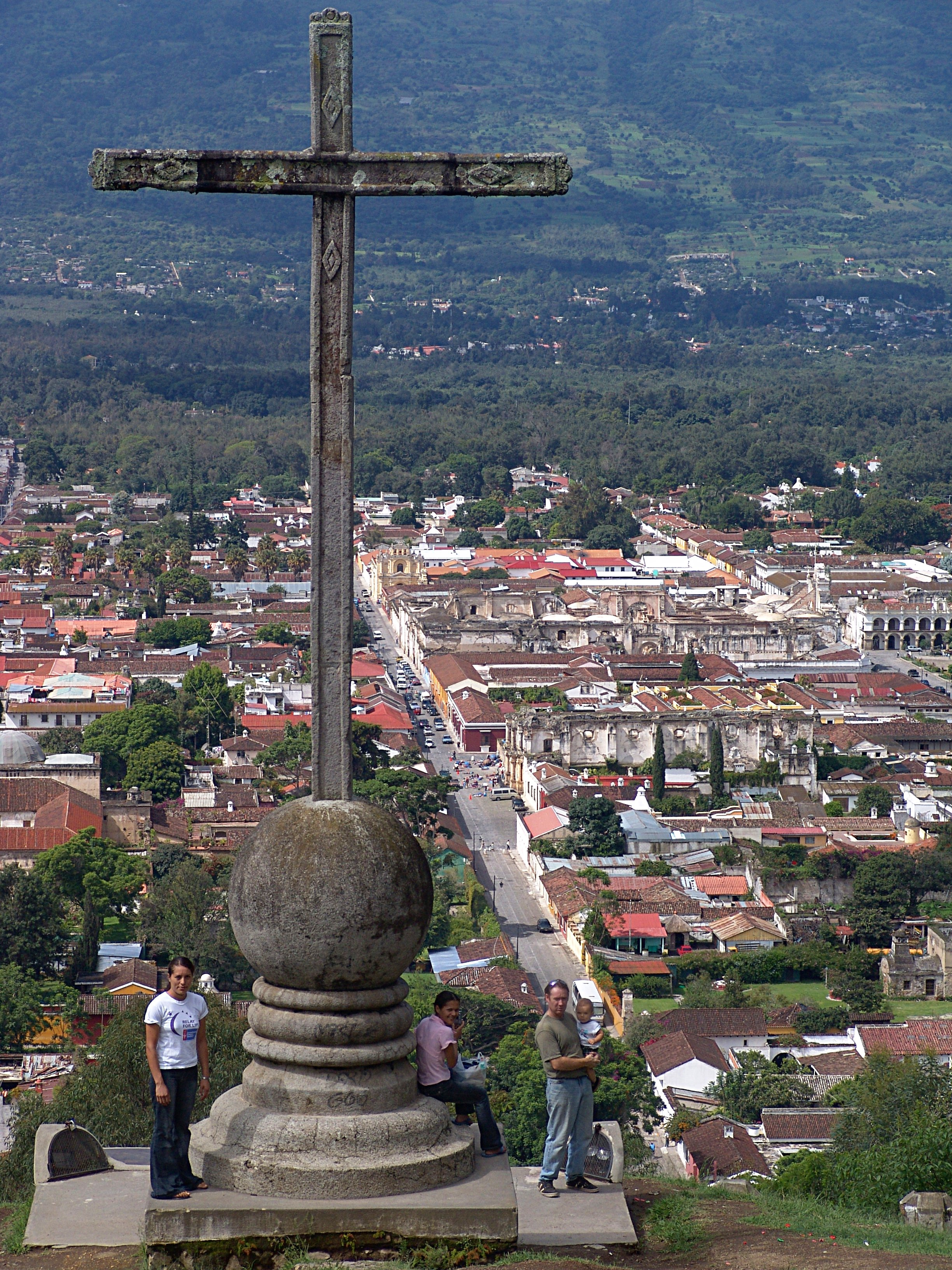